# Cirjenics Miklós
Cirjenics Miklós (Pécs, 1990. március 11. –) magyar cselgáncsozó.

## Sportpályafutása
2011-ben az U23-as Európa-bajnokságon ötödik helyezést ért el. A 2013-as Európa-bajnokságon kiesett. Tagja volt a csapatbajnokságon az ötödik helyen végzett válogatottnak. Az universiadén egyéniben kiesett, csapatban harmadik volt. A világbajnokságon helyezetlen volt. 2014-ben az Eb és a vb-n is kiesett. A 2015. évi Európa-játékokon és a világbajnokságon nem ért el helyezést. A 2016-os Európa-bajnokságon kiesett. Az olimpián az első fordulóban kiesett.
A 2017-es Európa-bajnokságon a 16 között búcsúzott. A világbajnokságon nem ért el helyezést. A 2018-as Eb-n a nyolcaddöntőig jutott. A világbajnokság előtt megsérült, így nem indult. A 2019. évi Európa-játékokon és a vb-n is kiesett. A 2019-es Európa-bajnokságon majd a 2021-es Eb-n és vb-n nem volt helyezett.
A tokiói olimpián a nyolcaddöntőben kapott ki az orosz Nyijaz Iljaszovtól.